# Paolo Savino
Paolo Savino (* 29. März 1894 in Neapel; † 27. Oktober 1980) war ein italienischer römisch-katholischer Geistlicher und Weihbischof in Neapel.

## Leben
Paolo Savino empfing am 14. August 1921 das Sakrament der Priesterweihe für das Erzbistum Neapel. 1941 ernannte ihn Papst Pius XII. zum Präsidenten der Päpstlichen Diplomatenakademie in Rom.
Am 27. April 1959 ernannte ihn Papst Johannes XXIII. zum Titularbischof von Caesarea in Thessalia und bestellte ihn zum Weihbischof in Neapel. Der Sekretär der Konsistorialkongregation, Marcello Kardinal Mimmi, spendete ihm am 21. Juni desselben Jahres die Bischofsweihe; Mitkonsekratoren waren der Substitut im Staatssekretariat des Heiligen Stuhls, Kurienerzbischof Angelo Dell’Acqua, und der Erzbischof von Sorrent, Carlo Serena.
1967 trat Savino als Weihbischof in Neapel zurück.
Paolo Savino nahm an allen vier Sitzungsperioden des Zweiten Vatikanischen Konzils teil.